# Piotrków Kujawski
Piotrków Kujawski (dawniej Piotrkowo, zwane również Piotrkowem Żydowskim; niem. 1939–1942 Petrikau, 1943–1945 Petrikau (Wartheland)) – miasto w Polsce, położone w województwie kujawsko-pomorskim, w powiecie radziejowskim, siedziba gminy miejsko-wiejskiej Piotrków Kujawski. W okresie międzywojennym miasto administracyjnie należało do województwa warszawskiego, następnie od 1938 do 1950 do województwa pomorskiego, później do województwa bydgoskiego, a w latach 1975–1998 do województwa włocławskiego.
Według danych GUS z 31 grudnia 2019 r. Piotrków Kujawski liczył 4426 mieszkańców.

## Historia
Najstarszy, zachowany dokument dotyczący Piotrkowa pochodzi z 29 stycznia 1259 roku. W tymże dokumencie Jaśko Młodszy (zapewne z Łabędziów) i jego bratanek Klemens (kanonik katedry włocławskiej) darowali swoje dobra Zbląg biskupstwu kujawskiemu. Świadkowie potwierdzają swymi pieczęciami i podpisami: Wolimir (biskup włocławski), Albierz (dziekan kapituły włocławskiej), Stefan (archidiakon włocławski), Radzisław ( kanonik gnieźnieński), Sędzisław (kustosz włocławski), i przytomni, ale nie podpisani: Wojciech (kantor kruszwicki), Wilhelm (kanonik włocławski), uczony Egbert, Radzisław (kanonik gnieźnieński) i  proboszcz parafii piotrkowskiej Wincenty (Vincencius plebanus  de Petrcow).
Pierwsza zbiorowa gmina o nazwie Piotrkowo powstała 1 stycznia 1867 za Królestwa Polskiego, gdzie należała do powiatu radiejewskiego (od 1871 nieszawskiego) w guberni warszawskiej. Na południe od niej znajdowała się gmina Wymysłów. Miasto Piotrków stanowiło oddzielną jednostkę administracyjną, położoną między gminami Piotrków (na północy) a Wymysłów (na południu), natomiast miasto Radziejów stanowiło enklawę (również oddzielną jednostkę administracyjną) na obszarze gminy Piotrków.
31 maja 1870 do gminy Piotrków przyłączono pozbawiony praw miejskich Radziejów, natomiast pozbawiony praw miejskich 28 sierpnia 1870 Piotrków  nie włączono do gminy Piotrkowo, lecz do gminy Wymysłów, którą przemianowano na gminę Gradowo.
Dopiero w 1874 roku uporządkowano zawiłą sytuację administracyjną, kiedy to gminę Gradowo (z Piotrkowem) przemianowano na gminę Piotrków, a istniejącą dotychczas gminę Piotrków (z Radziejowem) na gminę Radziejów. W 1919 Radziejów odzyskał prawa miejskie, i został wyłączony z gminy Radziejów.
Poniższa tabela przedstawia tę złożoność, między innymi zmianę znaczenia odpowiednika gminy Piotrków:
| Rok  | Gmina północna                              | Gmina południowa                          |
| ---- | ------------------------------------------- | ----------------------------------------- |
| 1867 | gmina Piotrków                              | gmina Wymysłów                            |
| 1870 | gmina Piotrków + zniesiono miasto Radziejów | gmina Gradowo + zniesiono miasto Piotrków |
| 1874 | gmina Radziejów z osadą Radziejów           | gmina Piotrków z osadą Piotrków           |

W 1933 r. przez Piotrków Kujawski poprowadzono linię kolejową nr 131 Chorzów Batory – Tczew, co spowodowało dalszy wzrost gospodarczy miejscowości i podniosło jej znaczenie w regionie. W czasie okupacji niemieckiej w latach 1939–1942 nosił nazwę Petrikau, zaś w latach 1943–1945 Petrikau (Wartheland).
Dzięki wieloletnim staraniom władz gminy, 1 stycznia 1998 r. nastąpiło przywrócenie praw miejskich. Równocześnie do Piotrkowa włączono Piotrków Poduchowny oraz części wsi Szewce, Wójcin i Zborowiec (totalna powierzchnia nowego miasta 967,88 ha).

## Zabytki

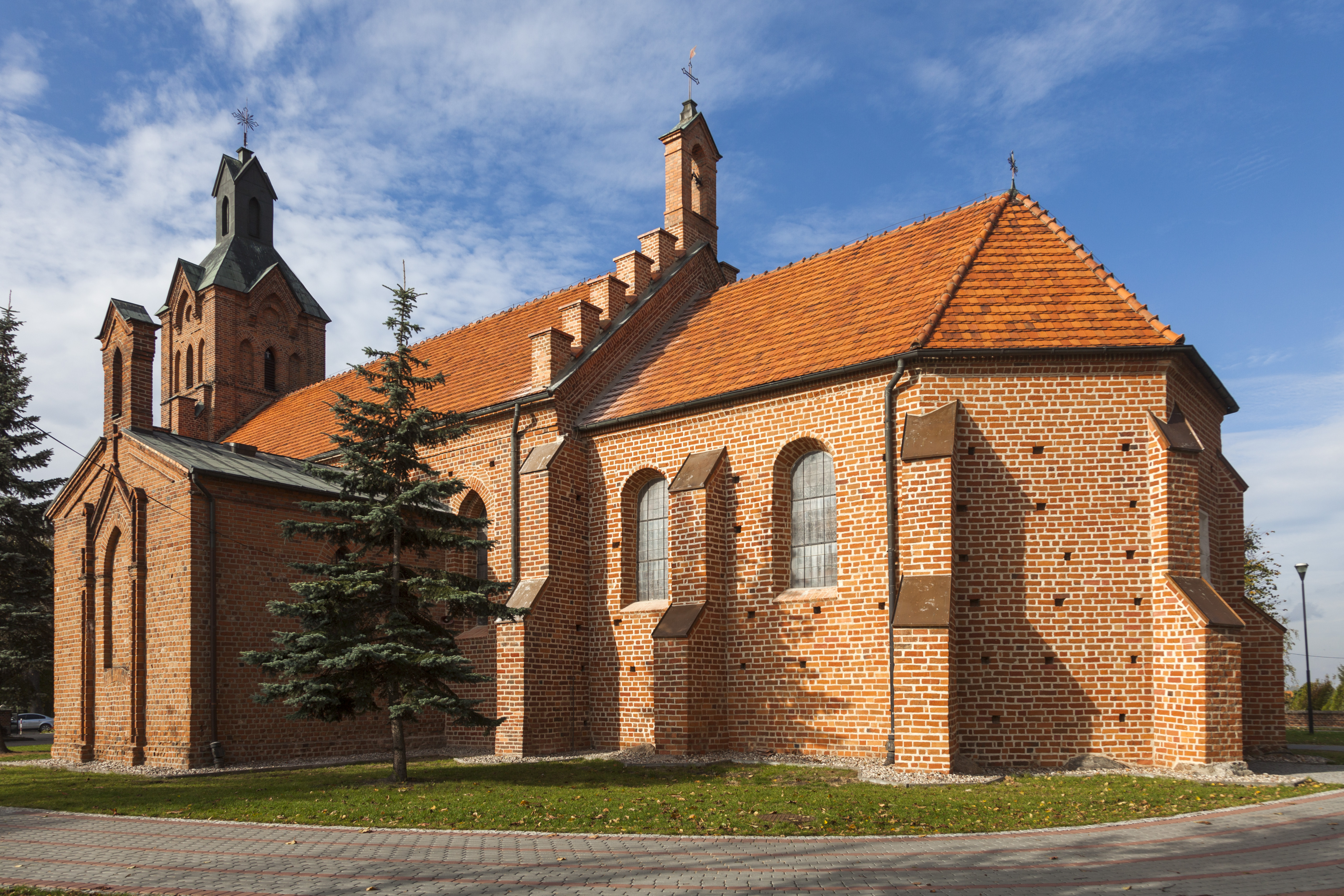
Kościół parafialny pw. św. Jakuba

- Kościół parafialny pod wezwaniem św. Jakuba. Według tradycji pierwszy kościół w Piotrkowie wybudowany był przez biskupa kruszwickiego – Lucidusa. Pierwszy kościół spalony został w 1331 w czasie najazdu krzyżackiego, znanego z bitwy pod Płowcami. Z wizytacji biskupa kujawskiego Heronima Rozdrażewskiego z lat 1594 i 1599 wynika, że pożarowi uległ później wybudowany drugi kościół. W XVI w. do parafii w Piotrkowie przyłączone zostało Kaczewo. Obecny kościół wystawiony został przez Piotra Piotrowskiego kanonika włocławskiego właściciela Piotrkowa i proboszcza w pierwszej połowie XVI w. Murowana z czerwonej cegły świątynia architektonicznie odpowiadała gotyckim kościołom budowanym w XIV w. Kościół był konsekrowany pod wezwaniem Bożego Ciała i św. Jakuba. Kościół został rozbudowany przez przedłużenie w kierunku zachodnim w 1864 r.
- Zespół dworski:
  - dawny dwór z przełomu XIX i XX w., przebudowany po 1945 r. z utratą cech stylowych[16]
  - park z 2 połowy XIX w., obecnie park miejski
  - figura Matki Boskiej z przełomu XIX i XX w.

## Demografia
W Piotrkowie w roku 1827 było 60 domów, a w 1862 r. 62 domy. (Do liczby domów i mieszkańców nie liczono wsi i probostwa, które były poza obrębem miasta. W roku 1827 było to 47 domów i 360 osób, a w roku 1885 – 205 osób).
Liczba mieszkańców: w roku 1827 – 643 osoby, w 1862 – 548, w 1885 – 1012 (w tym 730 Żydów), w 1929 – 995.

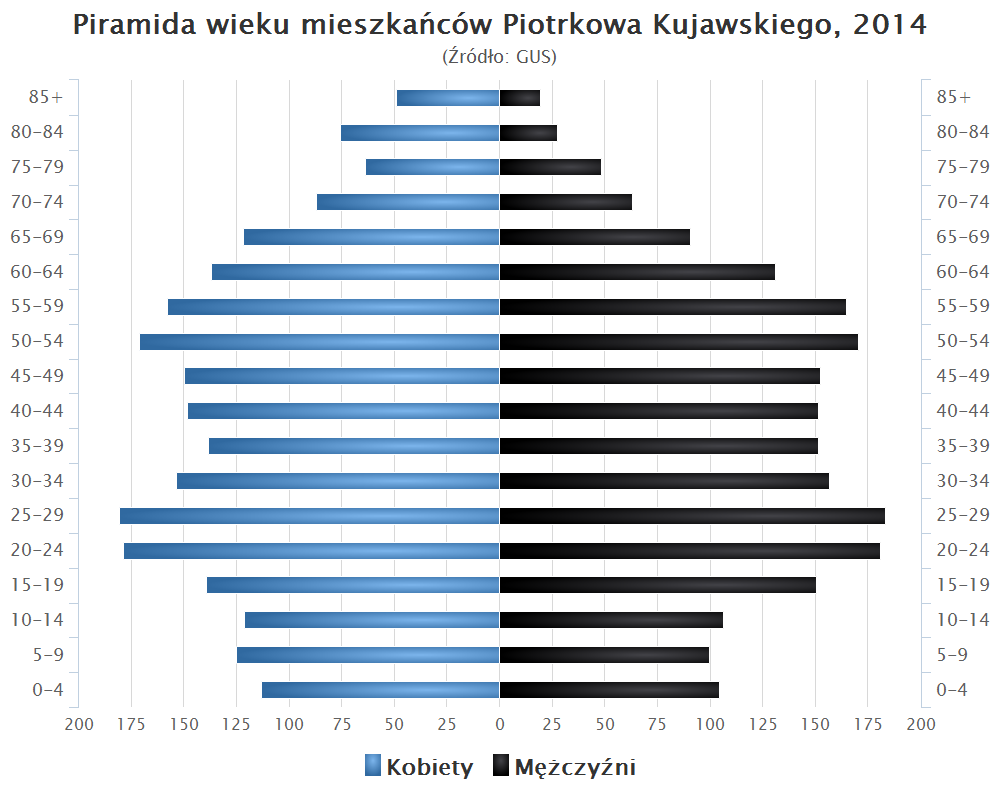
Piramida wieku mieszkańców Piotrkowa Kujawskiego w 2014 roku

## Burmistrzowie
- Mirosław Skonieczny (2002–2014)[18][19][20]
- Sławomir Bogucki (2014–2024)[21]
- Krystian Betliński (2024)[22]
- Jędrzej Kucharski (2025–)

## Gospodarka i transport
W Piotrkowie Kujawskim krzyżują się drogi wojewódzkie nr 266 i nr 267. Przez miasto przebiega też
linię kolejową nr 131 Chorzów Batory – Tczew, posiadająca w mieście stację i zespół bocznic kolejowych.
Obecnie Piotrków to znaczący lokalny ośrodek przemysłu spożywczego i elektromaszynowego (m.in. duża proszkownia mleka i fabryka kontenerowych oczyszczalni ścieków), a także ważny węzeł komunikacyjny dla powiatu. Znajdują się tu liczne zakłady rzemieślnicze i gospodarstwa agroturystyczne.